# Aspinatimonomma glyphysternum madrasense
Aspinatimonomma glyphysternum madrasense es una subespecie de coleóptero de la familia Monommatidae.

## Distribución geográfica
Habita en la India.